# یحیی یکم ادریسی
یحیی بن محمد پنجمین فرمانروای مراکش از دودمان ادریسی پس از برادرش علی یکم بود. او دو سال از برادرش کوچکتر بود. در نوزده سالگی (سال ۸۴۸) پس از وفات برادرش به حکومت رسید و شانزده سال حکومت کرد. سرانجام در سال ۸۶۴ در حدود ۳۵ سالگی، درگذشت و پسرش یحیی دوم بر تخت نشست.